# اینترلوکین ۱۳
اینترلوکین ۱۳ (انگلیسی: Interleukin 13) یک پروتئین است که در انسان توسط ژن «IL13» کدگذاری می‌شود. اینترلوکین ۱۳ نخستین بار در سال ۱۹۹۳ کلون شد و ژن آن بر روی بازوی بلند کروموزوم ۵ قرار دارد و ۱٫۴kb طول دارد.
ساختمان ثانویهٔ این پروتئین مشابه اینترلوکین ۴ است، اما تنها ۲۵٪ آن تشابه توالی بازی با اینترلوکین ۴ دارد و مستقل از آن می‌تواند عمل سیگنالینگ را انجام دهد.
اینترلوکین ۱۳ توسط لنفوسیت‌های تی کمک‌کننده از نوع Th2، ماست‌سل‌ها، بازوفیل‌ها، ائوزینوفیل‌ها، سلول‌های NKT و CD4 و همچنین سلول‌های نوسیت ترشح می‌شود.
اینترلوکین ۱۳ تنظیم‌کنندهٔ اصلی ساختِ IgE، هایپرپلازی سلول‌های گابلت، پُرترشحی مخاطی، تحریک‌پذیری بیش‌ازحدِ راه‌های تنفسی، فیبروز و افزایش کیتیناز است. این پروتئین از میانجی‌گرهای مهم آلرژی‌های التهابی و برخی بیماری‌ها همچون آسم محسوب می‌شود.

## بیشتر بخوانید
- Marone G, Florio G, Petraroli A, de Paulis A (2001). "Dysregulation of the IgE/Fc epsilon RI network in HIV-1 infection". J. Allergy Clin. Immunol. 107 (1): 22–30. doi:10.1067/mai.2001.111589. PMID 11149986.
- Marone G, Florio G, Triggiani M, Petraroli A, de Paulis A (2001). "Mechanisms of IgE elevation in HIV-1 infection". Crit. Rev. Immunol. 20 (6): 477–96. doi:10.1615/critrevimmunol.v20.i6.40. PMID 11396683.
- Skinnider BF, Kapp U, Mak TW (2003). "The role of interleukin 13 in classical Hodgkin lymphoma". Leuk. Lymphoma. 43 (6): 1203–10. doi:10.1080/10428190290026259. PMID 12152987.
- Izuhara K, Arima K, Yasunaga S (2003). "IL-4 and IL-13: their pathological roles in allergic diseases and their potential in developing new therapies". Current drug targets. Inflammation and allergy. 1 (3): 263–9. doi:10.2174/1568010023344661. PMID 14561191.
- Dessein A, Kouriba B, Eboumbou C, Dessein H, Argiro L, Marquet S, Elwali NE, Rodrigues V, Li Y, Doumbo O, Chevillard C (2005). "Interleukin-13 in the skin and interferon-gamma in the liver are key players in immune protection in human schistosomiasis". Immunol. Rev. 201: 180–90. doi:10.1111/j.0105-2896.2004.00195.x. PMID 15361241.
- Copeland KF (2006). "Modulation of HIV-1 transcription by cytokines and chemokines". Mini reviews in medicinal chemistry. 5 (12): 1093–101. doi:10.2174/138955705774933383. PMID 16375755.